# Volker Löffler
Volker Löffler (ur. 27 czerwca 1942 w Oberlind, dzielnicy Sonnebergu) – niemiecki lekkoatleta, sprinter. W czasie swojej kariery reprezentował Niemiecką Republikę Demokratyczną.

## Kariera sportowa
Wystąpił we wspólnej reprezentacji Niemiec na igrzyskach olimpijskich w 1964 w Tokio, gdzie niemiecka sztafeta 4 × 100 metrów w składzie: Heinz Erbstößer, Rainer Berger, Peter Wallach i Löffler odpadła w półfinale.
Berger był mistrzem NRD w sztafecie 4 × 100 metrów w 1961. Był również brązowym medalistą w biegu na 100 metrów w 1964.
23 czerwca 1962 w Lipsku wyrównał rekord NRD w biegu na 100 metrów z czasem 10,4 s. Był to najlepszy wynik w jego karierze. Czterokrotnie poprawiał rekord NRD w sztafecie 4 × 100 metrów do wyniku 39,4 s, uzyskanego 23 sierpnia 1964 w Berlinie Zachodnim.